# Mistrzostwa Europy par juniorów na żużlu
Mistrzostwa Europy par juniorów na żużlu – zawody żużlowe, organizowane od 2021 roku pod patronatem FIM Europe, dla zawodników do 19. roku życia.
Mistrzostwa zastąpiły rozgrywany w latach 2018–2020 Puchar Europy par U-19.

## Medaliści
| Rok  | Miejsce   | Złoto                                                       | Srebro                                                      | Brąz                                                          | Źr.   |
| ---- | --------- | ----------------------------------------------------------- | ----------------------------------------------------------- | ------------------------------------------------------------- | ----- |
| 2021 | Gdańsk    | Łotwa Ernests Matjušonoks Francis Gusts Ričards Ansviesulis | Polska Mateusz Cierniak Bartłomiej Kowalski Michał Curzytek | Wielka Brytania Drew Kemp Anders Rowe Daniel Gilkes           | [ 1 ] |
| 2022 | Ryga      | Polska Oskar Paluch Wiktor Przyjemski Franciszek Karczewski | Łotwa Francis Gusts Nikita Kauliņš Māris Streļcovs          | Szwecja Gustav Grahn Casper Henriksson Philip Hellström-Bängs | [ 2 ] |
| 2023 | Pardubice | Polska Damian Ratajczak Jakub Krawczyk Oskar Paluch         | Dania Jesper Knudsen William Drejer Nicolai Heiselberg      | Szwecja Casper Henriksson Noel Wahlquist Theo Bergqvist       |       |
| 2024 | Piła      | Polska Paweł Trześniewski Bartosz Bańbor Wiktor Przyjemski  | Szwecja Rasmus Karlsson Anton Jansson Sammy Van Dyck        | Dania William Drejer Villads Nagel Bastian Pedersen           |       |
| 2025 | Pilzno    |                                                             |                                                             |                                                               |       |

## Klasyfikacja medalowa

### Według państw
Stan po sezonie 2024
| Lp. | Państwo         | Złoto | Srebro | Brąz | Razem |
| --- | --------------- | ----- | ------ | ---- | ----- |
| 1.  | Polska          | 3     | 1      | –    | 4     |
| 2.  | Łotwa           | 1     | 1      | –    | 2     |
| 3.  | Szwecja         | –     | 1      | 2    | 3     |
| 4.  | Dania           | –     | 1      | 1    | 2     |
| 5.  | Wielka Brytania | –     | –      | 1    | 1     |

### Według zawodników
Stan po sezonie 2024
Tabela obejmuje pierwszą 10. najbardziej utytułowanych zawodników.
| Lp. | Zawodnik              | Państwo | Lata      | Złoto | Srebro | Brąz | Razem |
| --- | --------------------- | ------- | --------- | ----- | ------ | ---- | ----- |
| 1.  | Oskar Paluch          | Polska  | 2022–2023 | 2     | –      | –    | 2     |
| 1.  | Wiktor Przyjemski     | Polska  | 2022–2024 | 2     | –      | –    | 2     |
| 3.  | Francis Gusts         | Łotwa   | 2021–2022 | 1     | 1      | –    | 2     |
| 4.  | Ričards Ansviesulis   | Łotwa   | 2021      | 1     | –      | –    | 1     |
| 4.  | Ernests Matjušonoks   | Łotwa   | 2021      | 1     | –      | –    | 1     |
| 4.  | Franciszek Karczewski | Polska  | 2022      | 1     | –      | –    | 1     |
| 4.  | Jakub Krawczyk        | Polska  | 2023      | 1     | –      | –    | 1     |
| 4.  | Damian Ratajczak      | Polska  | 2023      | 1     | –      | –    | 1     |
| 4.  | Bartosz Bańbor        | Polska  | 2024      | 1     | –      | –    | 1     |
| 4.  | Paweł Trześniewski    | Polska  | 2024      | 1     | –      | –    | 1     |

Pogrubioną czcionką – zostali zaznaczeni zawodnicy urodzeni w roku 2006 i później.